# Спотара
Спота́ра (рос. Спотара, чув. Спотара) — селище у складі Ібресинського району Чувашії, Росія. Входить до складу Кіровського сільського поселення.
Населення — 76 осіб (2010; 77 у 2002).
Національний склад:
- чуваші — 94 %